# 瑞典電視台24頻道
瑞典電視台24頻道（瑞典語：SVT24）是瑞典電視台一條於1999年開播的電視頻道，主要播放新聞、時事和娛樂節目，以及在週末播出體育賽事。這條頻道與瑞典電視台兒童頻道共用一條頻道，而播放時間則為每日晚上8時至隔日凌晨2時。